# 呂号第二十一潜水艦
|          |                                                                          |
| 艦歴     |                                                                          |
| 計画     | 大正6年度計画                                                            |
| 起工     | 1919年7月28日                                                            |
| 進水     | 1920年10月26日                                                           |
| 就役     | 1922年2月2日                                                             |
| 除籍     | 1934年4月1日                                                             |
| その後   | 除籍後、浦賀船渠で機関撤去 1935年7月6日神奈川県三浦郡水産会に払下げ      |
| 性能諸元 |                                                                          |
| 排水量   | 基準：740トン 常備：771.8トン 水中：996.8トン                            |
| 全長     | 70.1m                                                                    |
| 全幅     | 6.12m                                                                    |
| 吃水     | 3.70m                                                                    |
| 機関     | ズルツァー式2号ディーゼル2基 電動機、2軸 水上：2,600馬力 水中：1,200馬力 |
| 速力     | 水上：16.5kt 水中：8.5kt                                                 |
| 航続距離 | 水上：10ktで6,000海里 水中：4ktで85海里                                  |
| 燃料     | 重油：75トン                                                             |
| 乗員     | 46名                                                                     |
| 兵装     | 28口径8cm高角砲1門 45cm魚雷発射管 艦首4門、舷側2門 魚雷10本              |
| 備考     | 安全潜航深度：45.7m                                                      |

呂号第二十一潜水艦（ろごうだいにじゅういちせんすいかん）は、日本海軍の潜水艦。呂十六型潜水艦（海中3型）の6番艦。竣工時の艦名は第三十九潜水艦。

## 艦歴
1919年（大正8年）7月28日、横須賀海軍工廠で起工。1920年（大正9年）10月26日進水。1922年（大正11年）2月2日竣工。竣工時の艦名は第三十九潜水艦、二等潜水艦に類別。1924年（大正13年）11月1日、呂号第二十一潜水艦に改称。1934年（昭和9年）4月1日に除籍。その後、浦賀船渠で機関を撤去し、1935年（昭和10年）7月6日、神奈川県三浦郡水産会に払下げられ、漁礁として沈められた。
呂十三型潜水艦より安全潜航深度が増大した他は大きな変更点はなかった。

## 歴代艦長
※艦長等は『日本海軍史』第9巻・第10巻の「将官履歴」及び『官報』に基づく。

### 艤装員長
- （心得）関野明 大尉：1920年12月1日[5] - 1921年8月1日[6]

### 艦長
- （心得）関野明 大尉：1921年8月1日[6] - 1922年12月1日[7]
- 松岡弘人 少佐：1922年12月1日[7] - 1923年9月13日[8]
- （心得）古木百蔵 大尉：1923年9月13日[8] - 1924年12月1日[9]
- 伊藤尉太郎 大尉：1924年12月1日 - 1925年12月1日
- 鶴岡信道 大尉：1925年12月1日 - 1928年4月1日
- （兼）林清亮 少佐：1928年4月1日[10] - 1928年12月15日[11]
- （兼）遠藤敬勇 大尉：1928年12月15日[11] - 1930年4月1日[12]